# Opatství Lagrasse

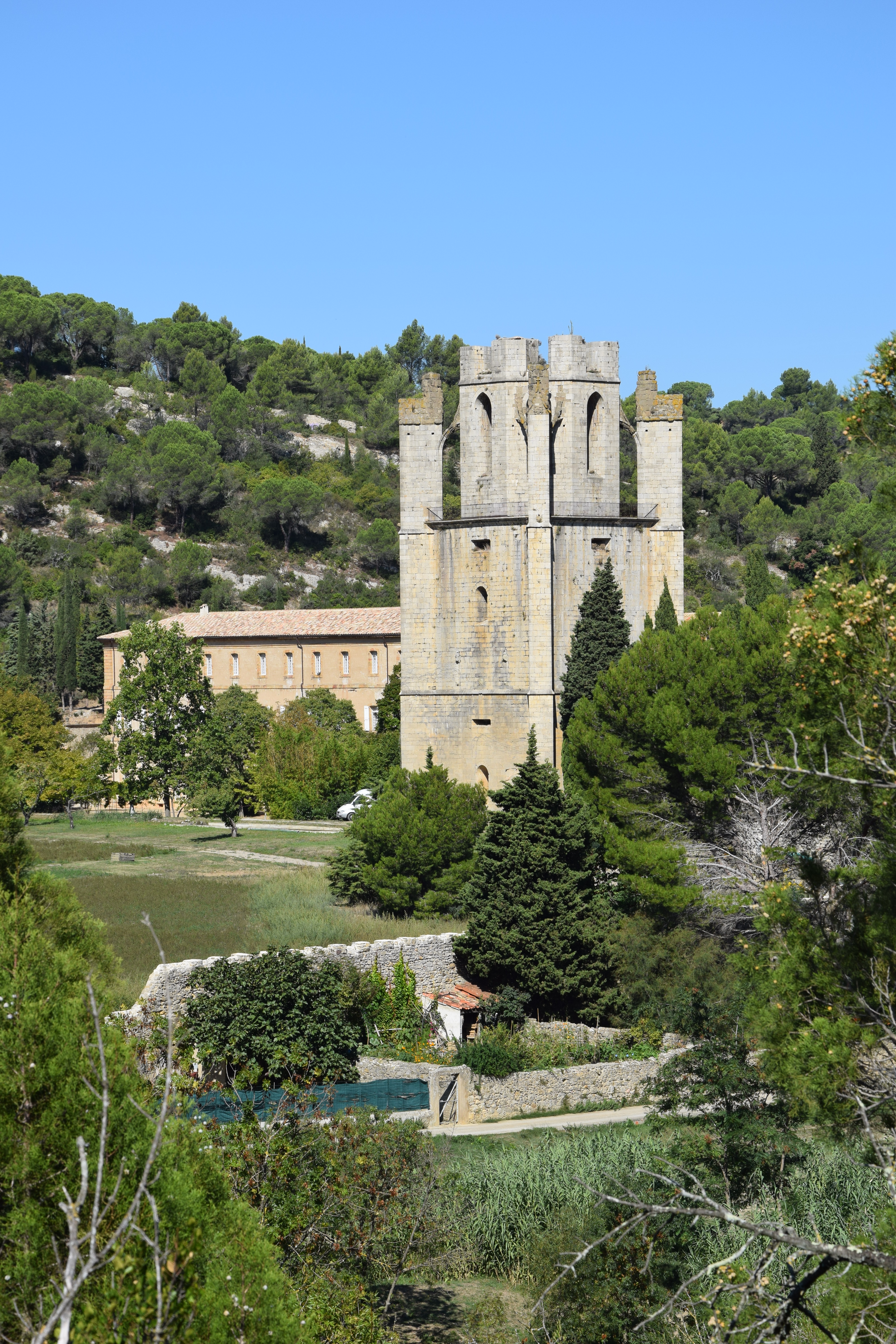
Opatství Lagrasse

Opatství Lagrasse (plným názvem Abbaye Sainte-Marie de Lagrasse) je římskokatolické opatství užívané augustiniánskými kanovníky. Před Velkou francouzskou revolucí se jednalo o benediktinský klášter.

## Historie
Klášter byl v Lagrasse založen patrně v průběhu 7. století, jako benediktinský klášter. Opat-zakladatel byl Nimphridius z Narbonne. Roku 779 byl klášter povýšen na opatství. Díky donacím ze strany šlechty vzrůstal jako centrum vzdělanosti v regionu. Ve 12. století klášteru patřily polnosti v okolí i Urgellské hrabství. Během 13. století započal v důsledku vleklých válek místní úpadek řeholního života, který trval až do 15. století.
Philippe de Lévis, první opat-komendátor kláštera započal a dokončil stavbu monumentální zvonice opatského kostela (před rokem 1537). V roce 1789 byl klášter zabaven ve jménu republiky a nabídnut v aukci rozdělený na dvě části. Středověká třetina kláštera patří departementu Aude. Po roce 2004 obývají zbylé dvě třetiny opatství řeholní kanovníci svatého Augustina od Matky Boží (též Řádní kanovníci od Matky Boží).

## Řeholní život
Kanovníci žijí tradičním klášterním životem před reformami druhého vatikánského koncilu. Vysluhují svátosti v tradiční formě. Mše svaté jsou slouženy výhradně v tradičním římském ritu.

## Galerie

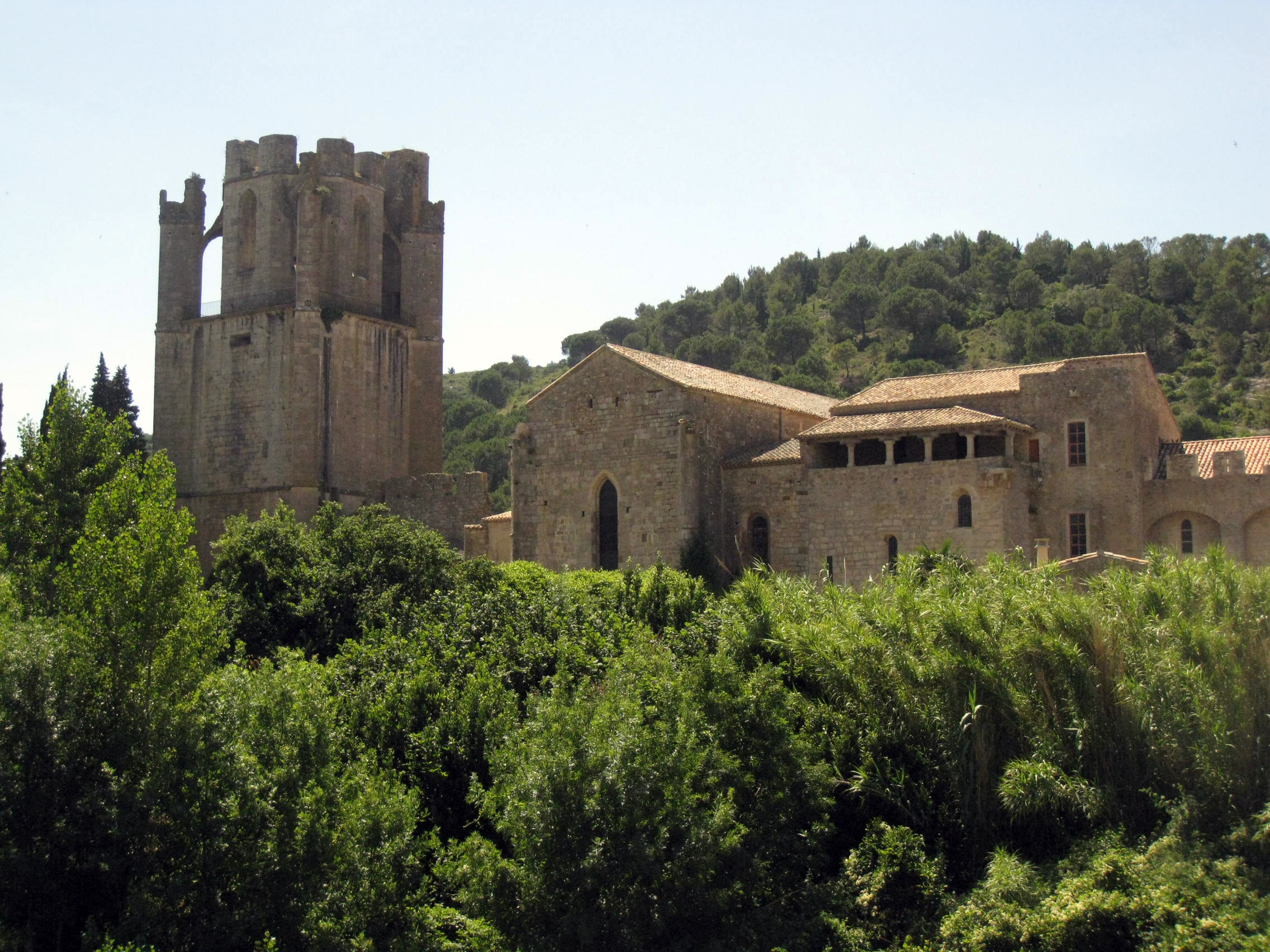
Opatství Lagrasse, východní pohled
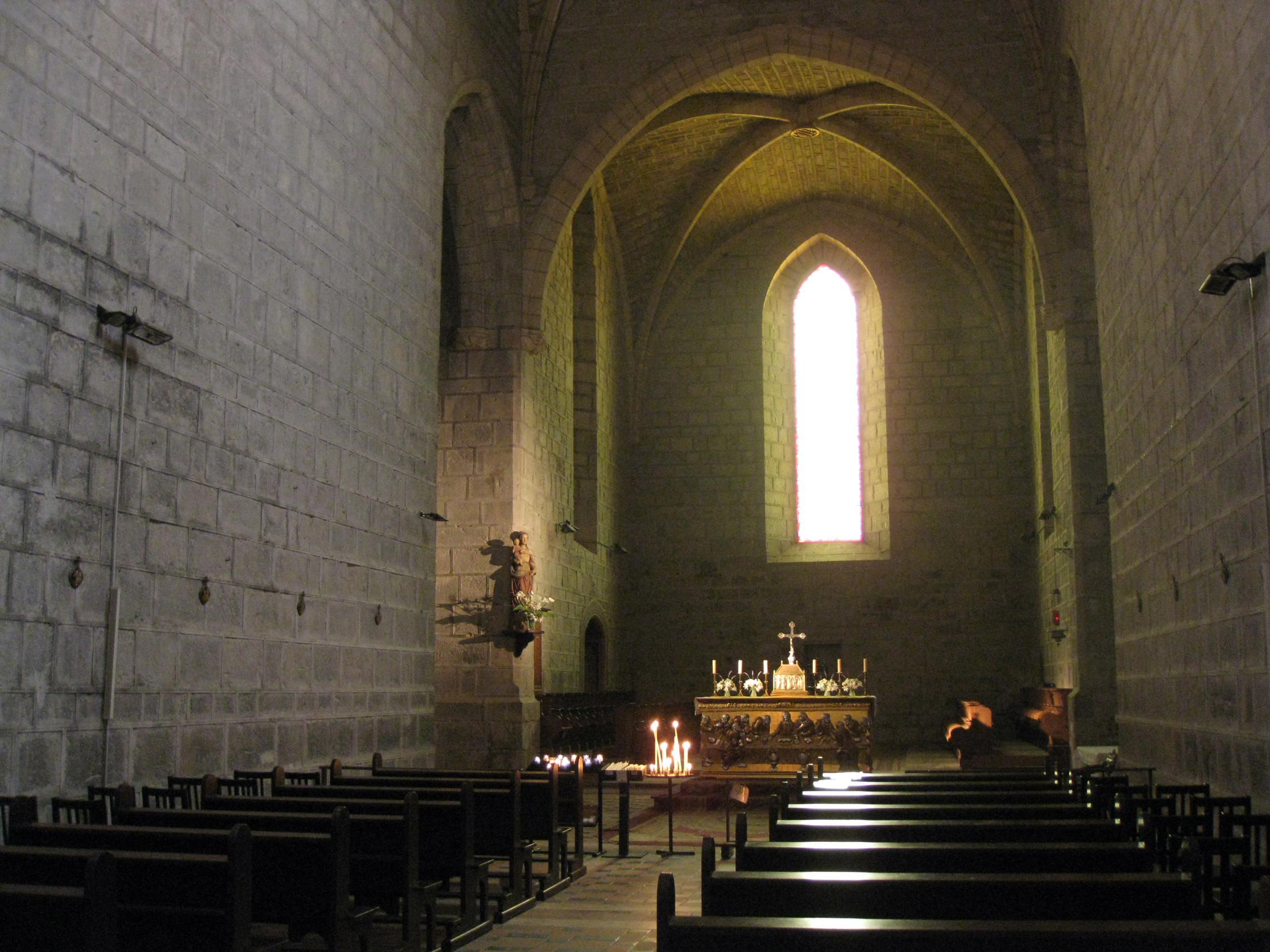
Opatský kostel Panny Marie
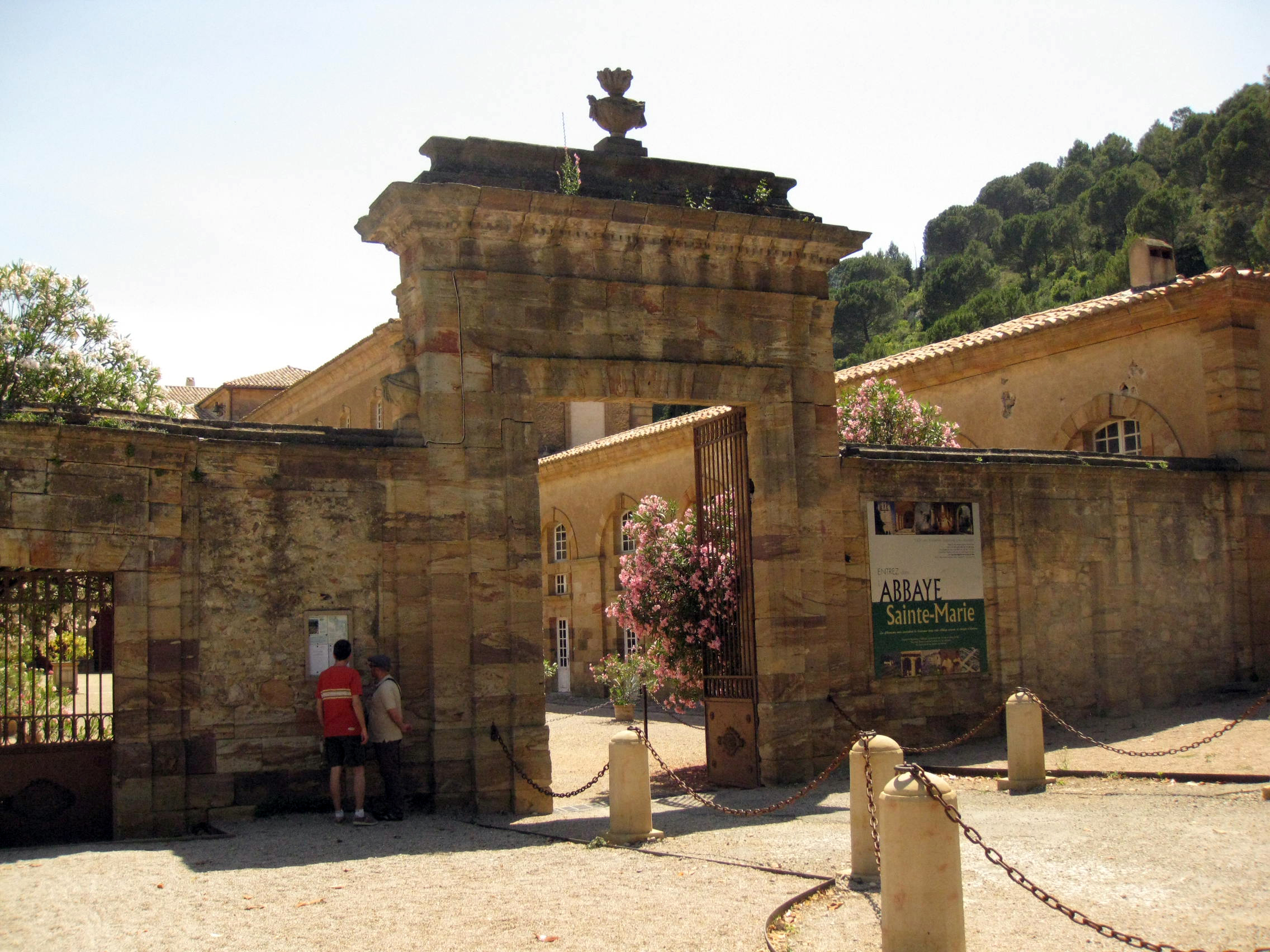
Vstupní brána
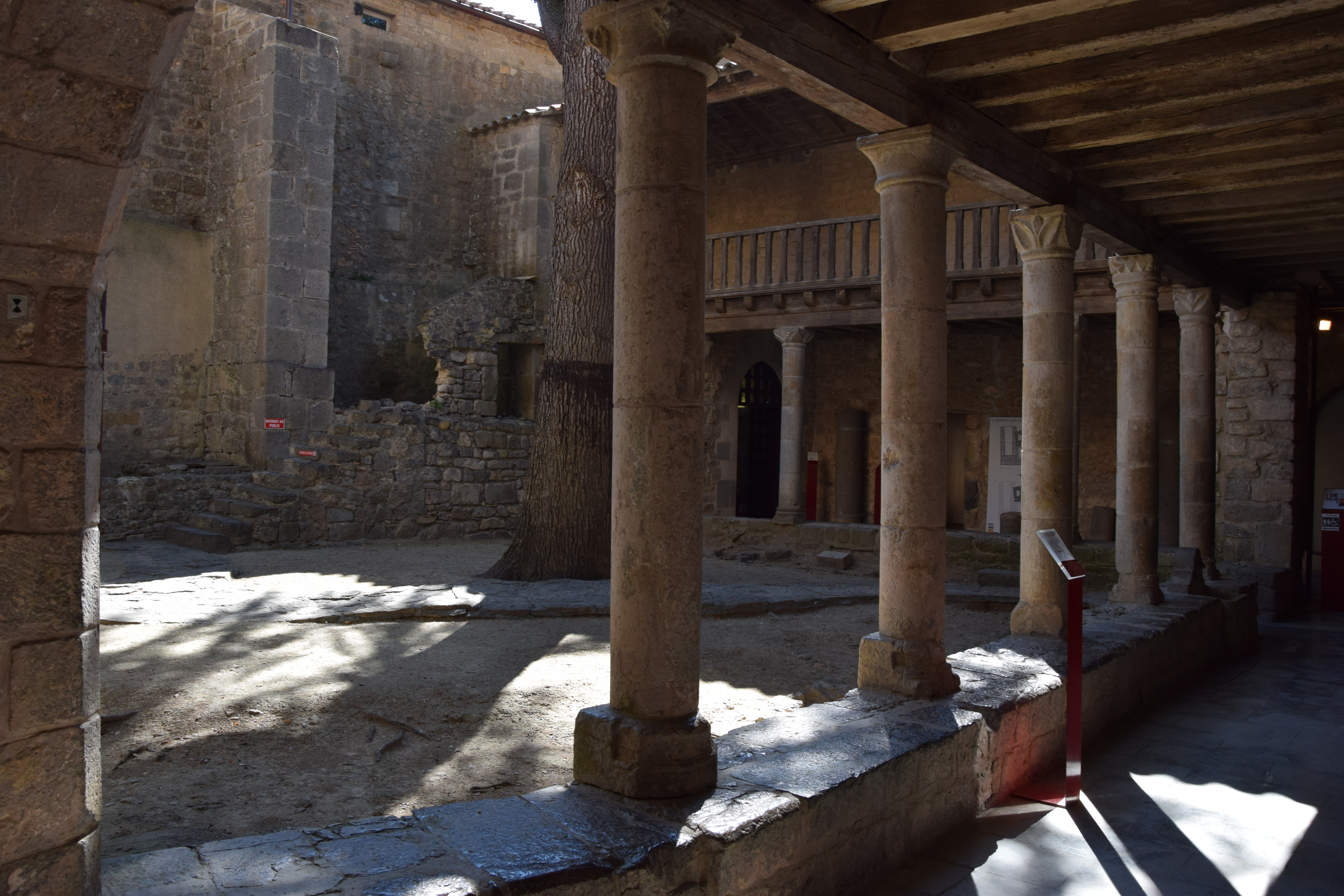
Středověká část kláštera sloužící jako muzeum